# 賈炳達道公園
賈炳達道公園（英語：Carpenter Road Park）位於香港九龍九龍城賈炳達道，鄰近九龍城廣場及九龍寨城公園，佔地2.68公頃。由康樂及文化事務署管理，於1987年開始興建，1989年8月落成，公眾可免費入場。電視節目《城市論壇》亦會間中在該處舉行。

## 歷史

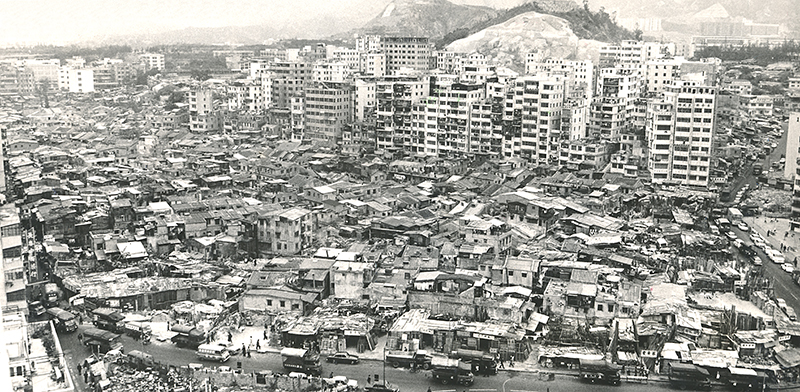
1972年的九龍寨城及前方西頭村

賈炳達道公園建造工程分兩期進行，第一期為九龍城廣場及其行人設施，第二期為公園的主體部分，佔地2.4公頃。當年市政總局曾有意把第一期和第二期一併接管，並合併成一個完整的賈炳達道公園，惟因私人發展商獨立發展而作擺。故第二期的土地才是實際上的公園範圍。
公園前身是西頭村，於1985年7月清拆，所有居民遷往觀塘樂華邨；而近聯合道位置曾是國家片場及自由片場。其後建成現時的公園，範圍和1995年建成的九龍寨城公園互相連接。
2022年，市區重建局公佈初步的九龍城市政大廈重建方案，擬利用公園近賈炳達道、毗鄰九龍城廣場的部份用地興建新大樓並重整園內設施。

## 設施
賈炳達道公園最大的特色是設有單車徑，集合了兩類路徑，分別是平路及被橋樑劃分的斜路。路徑的不同斜坡設計，令初學者更容易上手。另外，園內亦設有一個鑊形跑道及圓型單車練習場，讓單車愛好者以單車作高速繞圈，也適合初學者學習單車技術。
公園其他設施包括1條緩跑徑、健身站、1條單車徑、1個兒童遊樂場、1個長者健身站、足球場、4個籃球場、2個排球場等動態設施，亦設有大型石景花園、休憇處、單車亭、單車租貸場和嬉戲單車場。

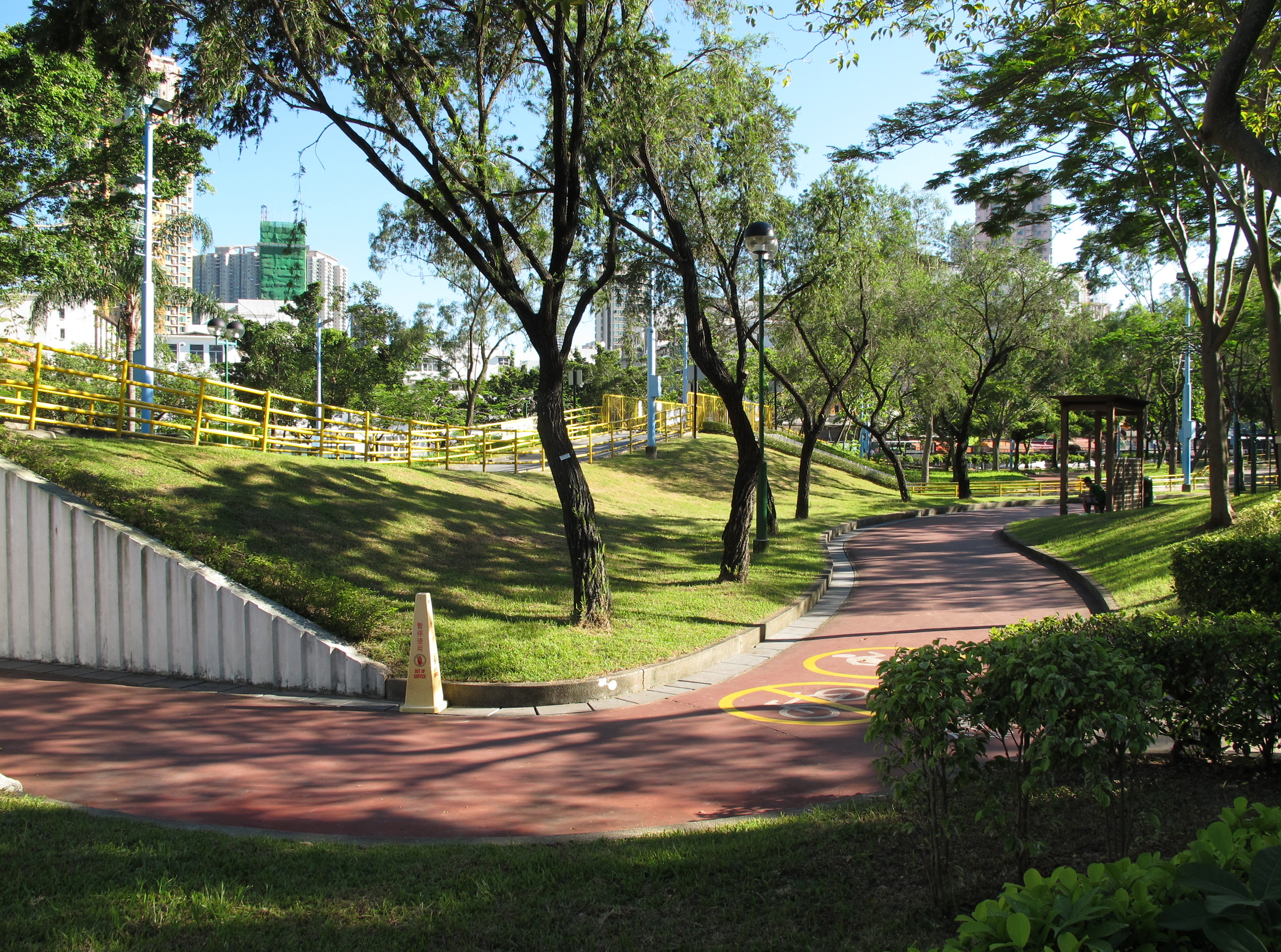
設有不同的斜坡設計的單車徑
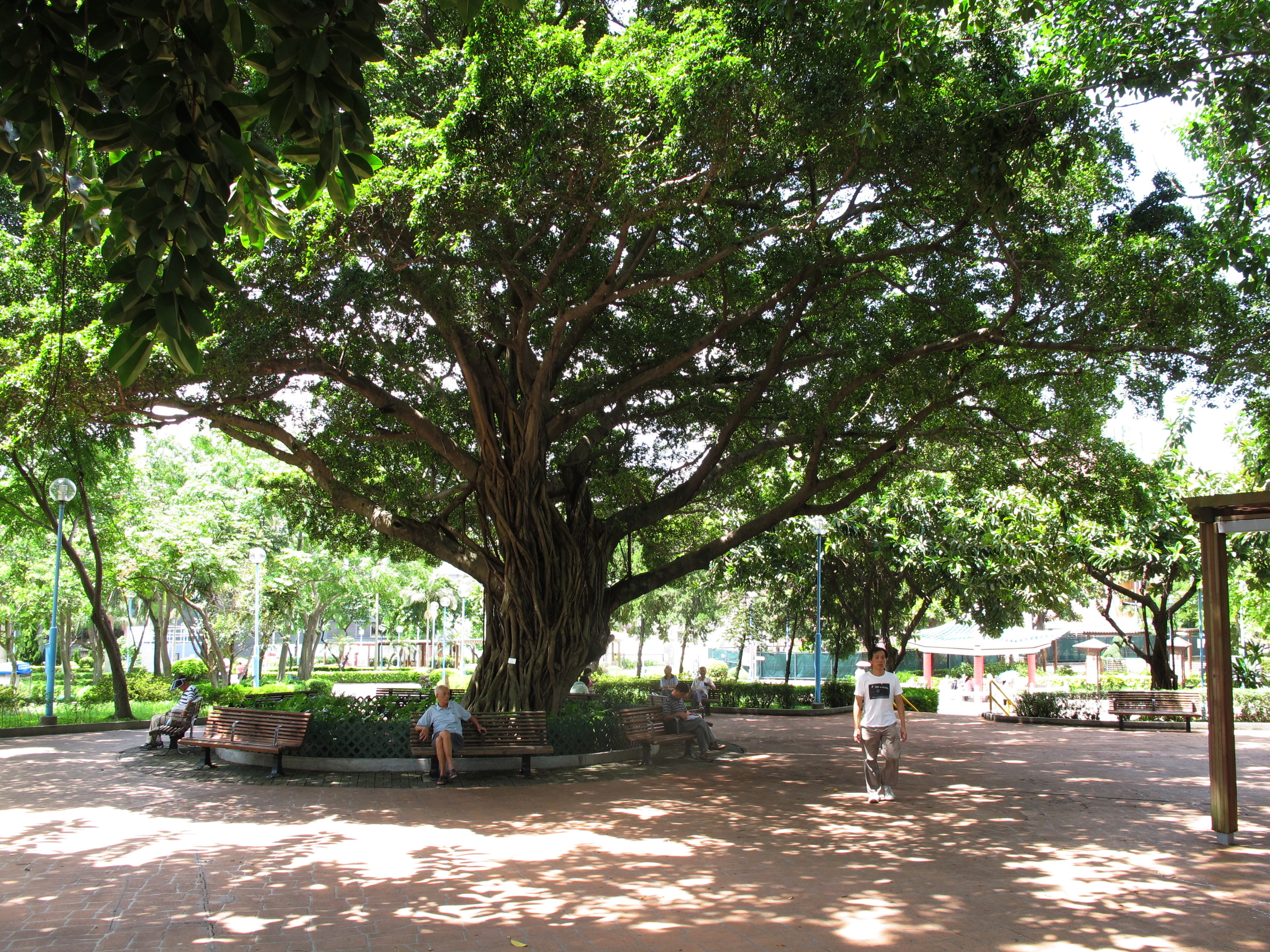
公園內的大樹，為九龍舉行城市論壇的地點
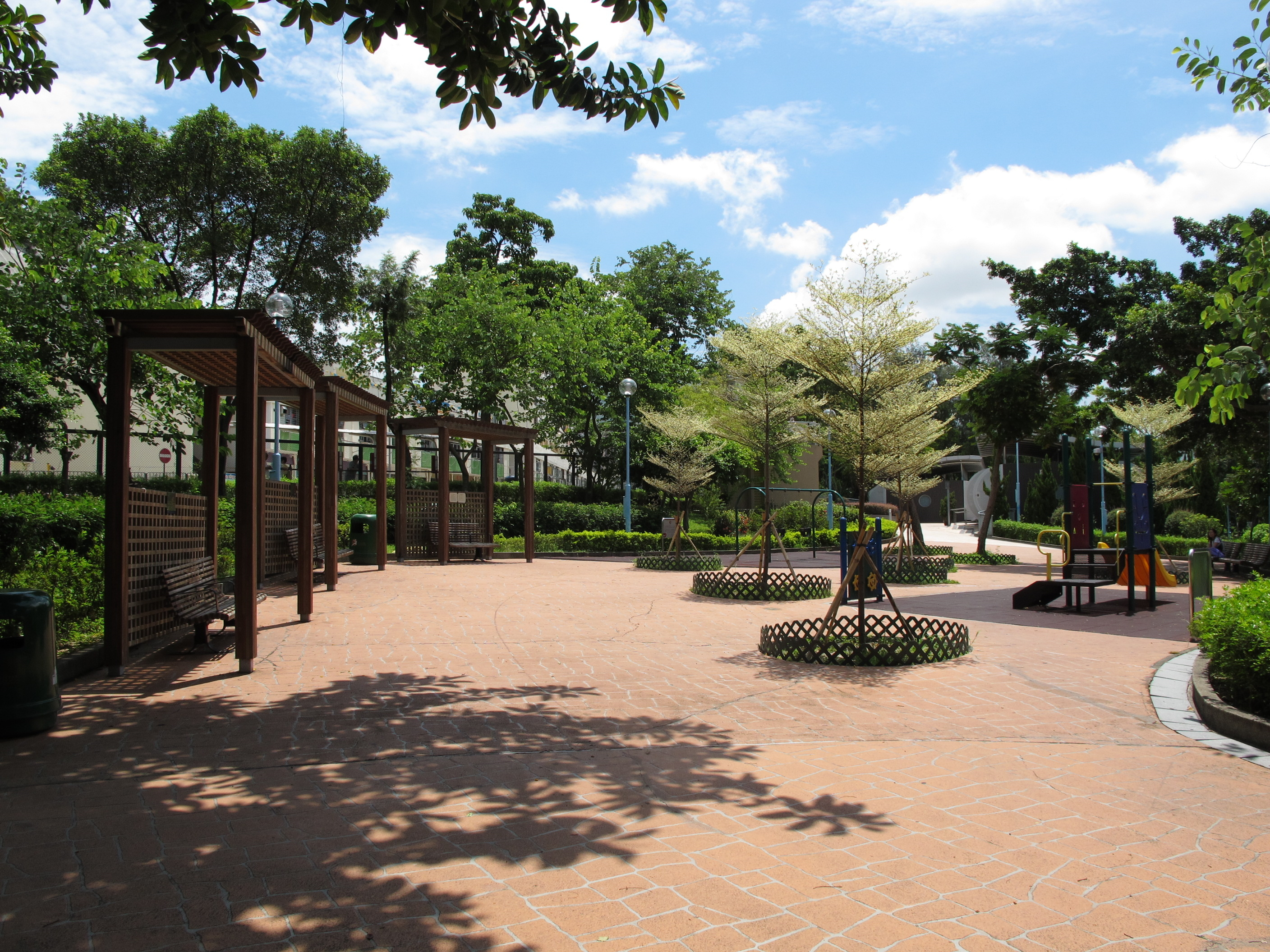
公園內的兒童遊樂場
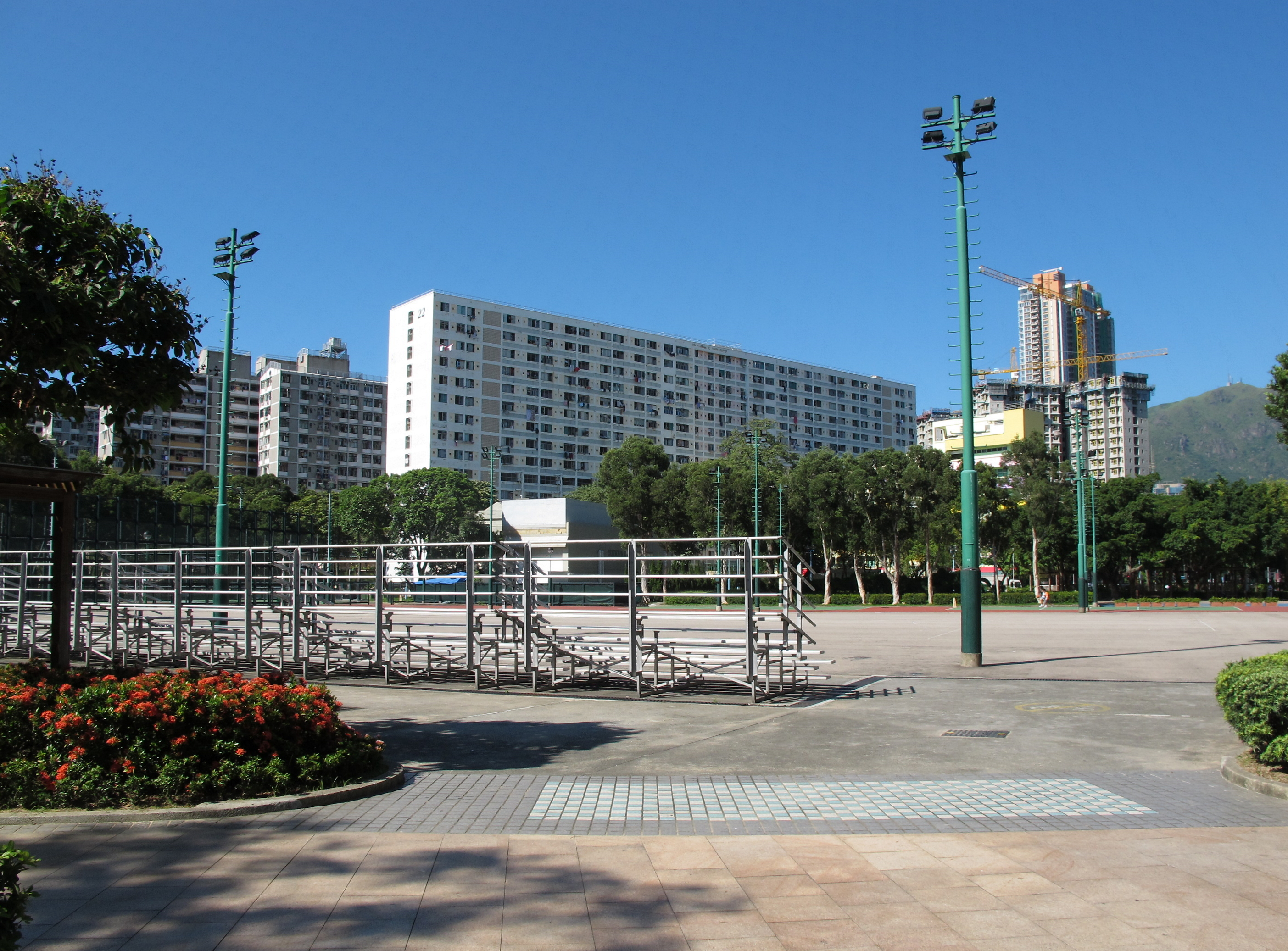
公園內的足球場
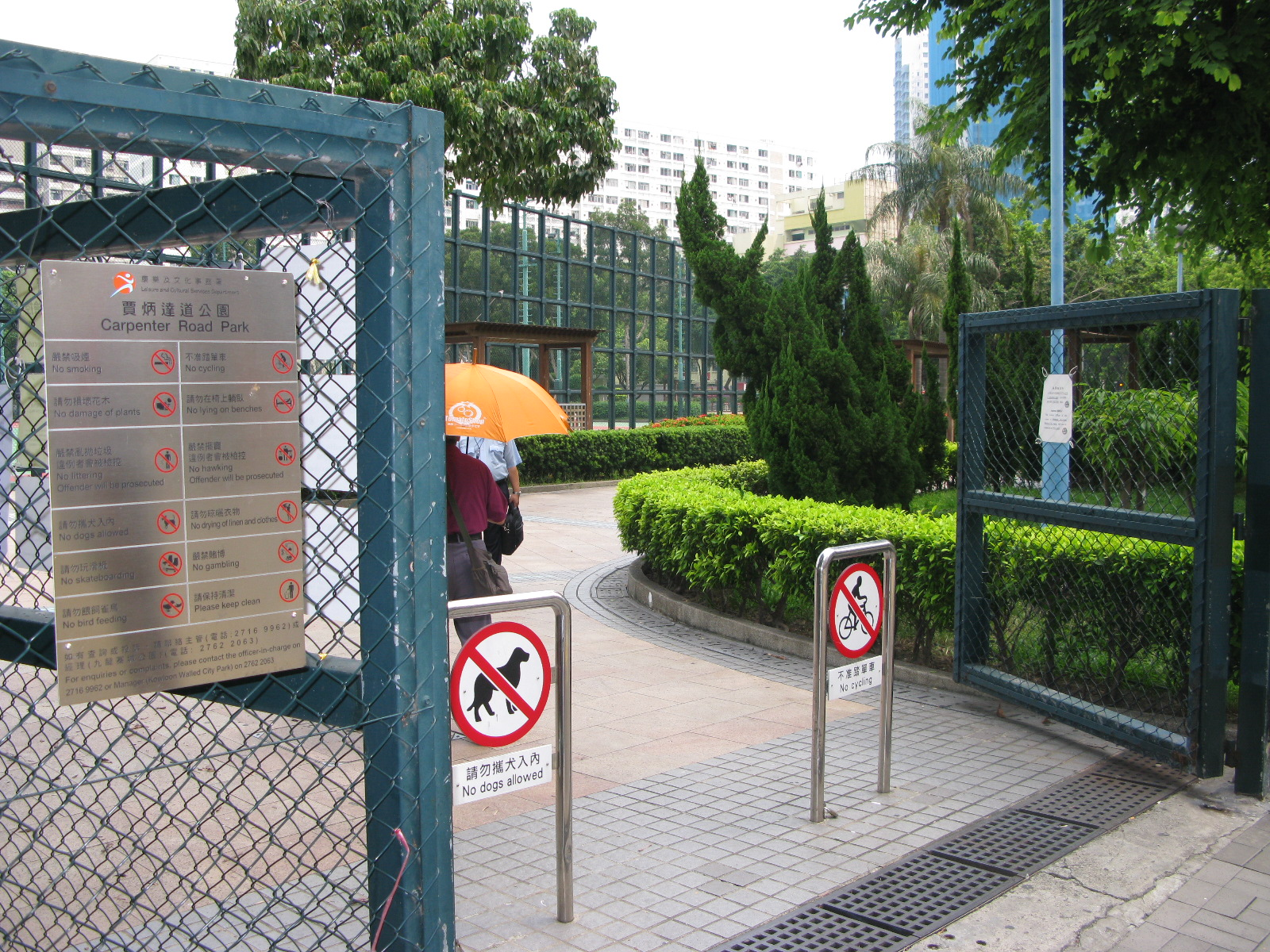
賈炳達道公園賈炳達道側門入口

## 禁煙安排
此場地全面禁煙。

## 附近建築物
- 九龍寨城公園
- 九龍城廣場
- 美東邨
- 東頭邨
- 東匯邨

## 資料來源
1. ↑  「賈炳達道公園週末開放日 免費玩遊戲」，《華僑日報》, 1989-08-09
2. ↑  「賈炳達道公園建築工程招標，明年三月動工」，華僑日報, 1986-12-30
3. ↑  「西頭村七百間店戶 限期清拆要求押後」，《華僑日報》, 1985-05-09
4. ↑  躍變．龍城——九龍城主題步行徑. . 步蹤 (香港聖公會福利協會有限公司). 2021-12-02, (13): 6  [2022-06-25]. （原始内容存档于2022-06-25）.
5. ↑  王潔恩. . 香港01. 2022-03-16  [2022-04-04]. （原始内容存档于2022-06-29）.

## 外部連結
维基共享资源上的相關多媒體資源：賈炳達道公園